# Het park (tegeltableau)

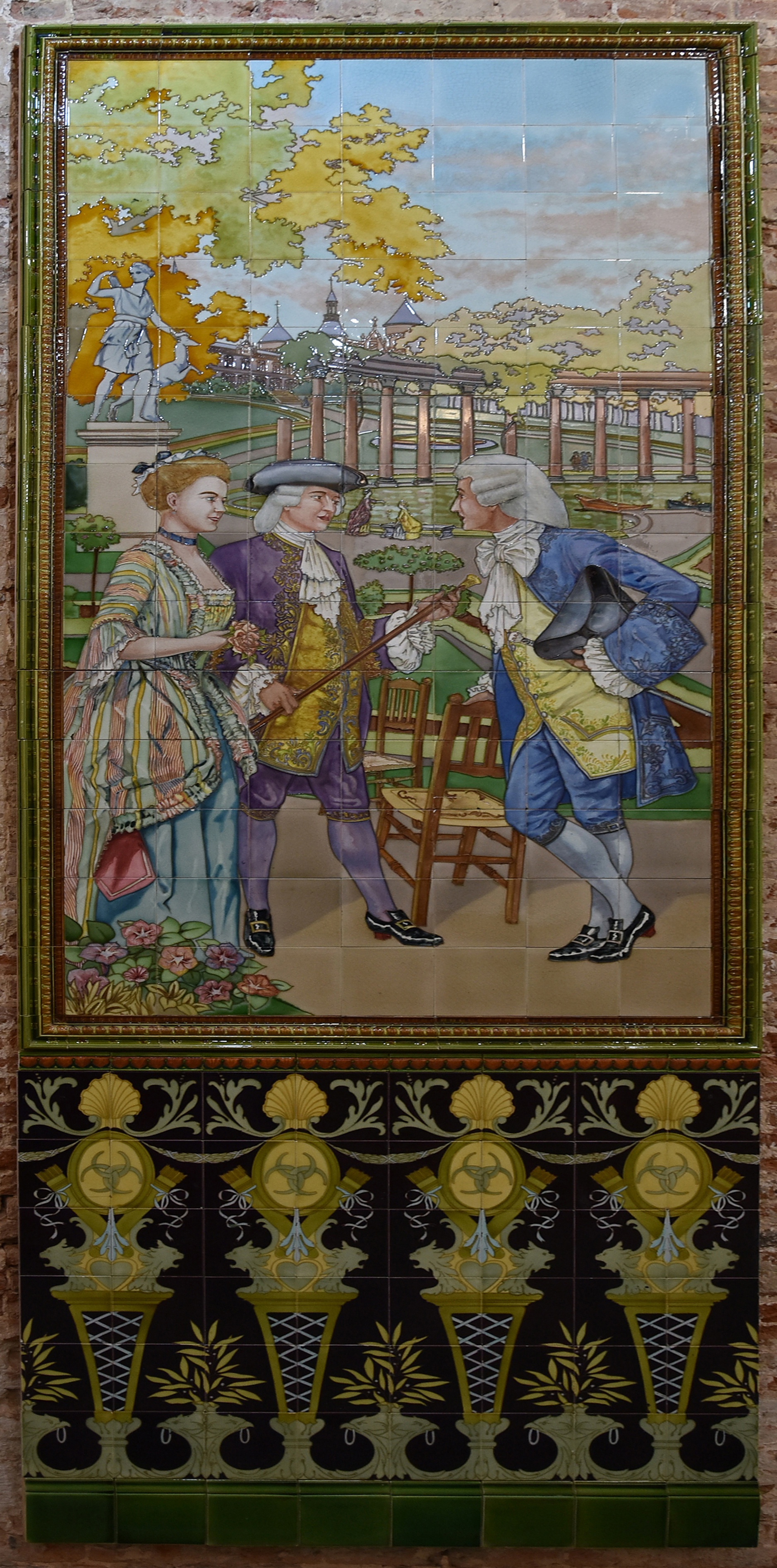
Het park, ontworpen door H. Bonnerot

Het park is een tegeltableau, ontworpen in 1911 door H. Bonnerot, dat wordt bewaard in het Gilliot & Roelants Tegelmuseum te Hemiksem. Het werd begin 2019 aangekocht door de Koning Boudewijnstichting en aan het museum in bruikleen gegeven.

## Iconografie
Het tableau, 229 cm hoog en 122,5 cm breed bestaat uit veertien rijen van zeven wandtegels, omkaderd door randtegels in hoogreliëf. Het toont een ontmoeting tussen een elegant echtpaar uit de 18e eeuw met een andere heer. Een beeld van Diana naast een colonnade, is gesitueerd in een park met achteraan gebouwen met een aantal torens. Dit tableau is nagenoeg uniek in de tot op heden bekende productie van Gilliot & Cie, gezien het een stilistische uitzondering is. Het geheel, zonder de randtegels en de plint is uitgevoerd in handmatig opgelegde cloisonnétechniek.
Uitzonderlijk is dit niet omdat de prijs van deze parkscène zoals genoteerd in 1914 198,45 BEF bedroeg. Daarbij moet 26,95 BEF worden geteld voor het onderste gedeelte van de lambrisering. Het uurloon van een metser bedroeg toen 3 BEF per dag. Omgerekend naar 2019, rekening houdend met het huurloon van een metser in 2019 zou de waarde 35.274,75 € bedragen.

## Productie
De biscuittegels, nog blanco, werden eerst uitgelegd en genummerd. Het karton bracht men via een ponsief in de verhouding 1:1 over op de tegels. Elke tegel werd dan belegd via een ringeloor of een engobespuit met fijne kleidammetjes om de kleurvakken te scheiden. Per kleur vulde men de tegels met in het eigen laboratorium ontwikkelde emailverven in om ten slotte te worden gebakken.

## Herkomst
Dit tableau werd in 1962 verwijderd, vermoedelijk uit een herenhuis in de Lange Lobroekstraat te Antwerpen, in de buurt van het slachthuis. Het pand werd toen verbouwd.